# Cylindrococcus
Cylindrococcus är ett släkte av insekter. Cylindrococcus ingår i familjen filtsköldlöss.
Kladogram enligt Catalogue of Life:
| Cylindrococcus | \| \| Cylindrococcus casuarinae \| \| \| \| \| \| Cylindrococcus spiniferus \| \| \| \| |
|                | \| \| Cylindrococcus casuarinae \| \| \| \| \| \| Cylindrococcus spiniferus \| \| \| \| |
|                | Cylindrococcus casuarinae                                                               |
|                |                                                                                         |
|                | Cylindrococcus spiniferus                                                               |
|                |                                                                                         |